# 日本の企業城下町の一覧
日本の企業城下町の一覧（にほんのきぎょうじょうかまちのいちらん）は、日本の企業城下町の一覧である。
日本国外の企業城下町の一覧については企業城下町の一覧を、企業城下町そのものの解説については企業城下町をそれぞれ参照。

## 北海道地方
- 室蘭市（北海道） - 日本製鐵（室蘭製鉄所）、日本製鋼所（室蘭製作所）
- 苫小牧市（北海道） - 王子製紙苫小牧工場
  - 所在地は「苫小牧市王子町2丁目」。市内には王子グループのグランドホテルニュー王子や王子総合病院、現在はエスロードとの共同出資の王子サーモンがあり、かつてはスーパーマーケットの王子サービスセンター(2003年、マックスバリュ北海道に譲渡)があった。ただし、苫小牧港開港以来物流・製造業の拠点となり、多数の企業が進出して現在は製紙業の比率は小さくなっている。

## 東北地方
- 六ヶ所村（青森県） - 日本原燃
- にかほ市（秋田県） - TDK
創業者、齋藤憲三の出身地。
- 大衡村（宮城県）- トヨタ自動車東日本[1]
- 会津若松市（福島県） - 富士通[2][3][4]
- 只見町（福島県）- 電源開発
田子倉発電所から首都圏に向けて送電する只見幹線の出発点。

## 関東地方
- 日立市（茨城県） - 日立製作所
日立製作所発祥の地であり、日立製作所の企業城下町であるが、一部の主力工場が三菱日立パワーシステムズを経て三菱重工業に移管された。
- ひたちなか市（茨城県） - 日立製作所
- 鹿嶋市（茨城県）- 日本製鉄（東日本製鉄所鹿島地区）
- 太田市（群馬県） - SUBARU（旧：富士重工業）群馬製作所本工場、矢島工場、北工場
本工場の所在地も「太田市スバル町1番地」。
- 大泉町（群馬県） - SUBARU（旧・富士重工業）群馬製作所大泉工場、パナソニック（旧・三洋電機）東京製作所
- 所沢市（埼玉県） - 西武鉄道
- 朝霞市 (埼玉県) - 本田技術研究所
- 狭山市、和光市（埼玉県） - 本田技研工業
- 野田市（千葉県） - キッコーマン
発祥の地（旧社名は「野田醤油」）で、現在でも本社や日本拠点の約半分が集中。総合病院のほか、かつては銀行、水道、鉄道等も運営。過去には市に代わって公共の図書館も運営したほか、野田の文化財の保護活動も行っている。
- 浦安市（千葉県） - オリエンタルランド（東京ディズニーリゾート）
- 君津市（千葉県） - 日本製鉄（東日本製鉄所君津地区）
- 府中市（東京都） - 東芝（東芝府中事業所）[5]
東芝府中事業所の所在地は、府中市東芝町（とうしばちょう）1番地。
- 日野市（東京都） - 日野自動車（本社・日野工場、日野市日野台）[6][7] - 甲州街道の「日野宿」の名にちなむ。
- 南足柄市・開成町（神奈川県） - 富士フイルム

## 中部地方
- 柏崎市（新潟県） - ブルボン
- 黒部市（富山県） - YKK
- 小松市（石川県） - 小松製作所 ※地名にちなむ
- 忍野村（山梨県） - ファナック
- 諏訪市（長野県） - セイコーエプソン
- 磐田市（静岡県） - ヤマハ発動機
- 豊田市（愛知県） - トヨタ自動車
本社の所在地は「豊田市トヨタ町1番地」。豊田市の市名自体がトヨタ自動車に由来する（当該項目参照）。また下記の刈谷市など豊田市以外の周辺地域においてもトヨタ自動車の開発に関わる事業が盛んに行われている。
- 刈谷市（愛知県） - 豊田自動織機、デンソー、アイシン、トヨタ車体、トヨタ紡織
豊田自動織機本社の所在地は「刈谷市豊田町2丁目1番地」、トヨタ紡織本社の所在地は「刈谷市豊田町1丁目1番地」。
トヨタグループのルーツとなった豊田自動織機の創業の地であり、トヨタグループ発祥の地。
- 田原市（愛知県） - トヨタ自動車（トヨタ自動車田原工場）
- 常滑市（愛知県） - LIXIL（INAX）
現在、常滑工場は閉鎖。本社と4つの工場を置く。
- 大口町（愛知県） - オークマ、兼房、東海理化電機製作所、ヤマザキマザック

## 近畿地方
- 鈴鹿市（三重県） - 本田技研工業
本田技研工業鈴鹿製作所が操業を開始した当時、鈴鹿市長の杉本龍造が市の発展に貢献した感謝の意から「本田市」への市名変更を打診したものの、本田技研工業創業者の本田宗一郎が固辞したため実現しなかった。
本田技研工業が建設した鈴鹿サーキットの運営会社モビリティランド本社も鈴鹿市にある。
- 紀宝町（三重県） - 北越コーポレーション紀州工場（旧・紀州製紙）
2006年1月の自治体合併前は、工場が旧鵜殿村域の約一割を占めた。
- 長浜市（滋賀県） - ヤンマー
- 綾部市（京都府） - グンゼ
- 池田市（大阪府） - ダイハツ工業
本社の所在地は「池田市ダイハツ町」。
- 門真市・守口市（大阪府） - パナソニック（旧松下電器産業）
エナジー社（現・オートモーティブ&インダストリアルシステムズ社）の所在地は「守口市松下町」。
- 相生市（兵庫県） - IHI（旧・石川島播磨重工造船部門・旧・播磨造船所）

## 中国地方
- 日吉津村（鳥取県） - 王子製紙米子工場
- 安来市（島根県） - 日立金属安来工場
- 玉野市（岡山県） - 三井造船
- 府中町（広島県） - マツダ（本社工場）

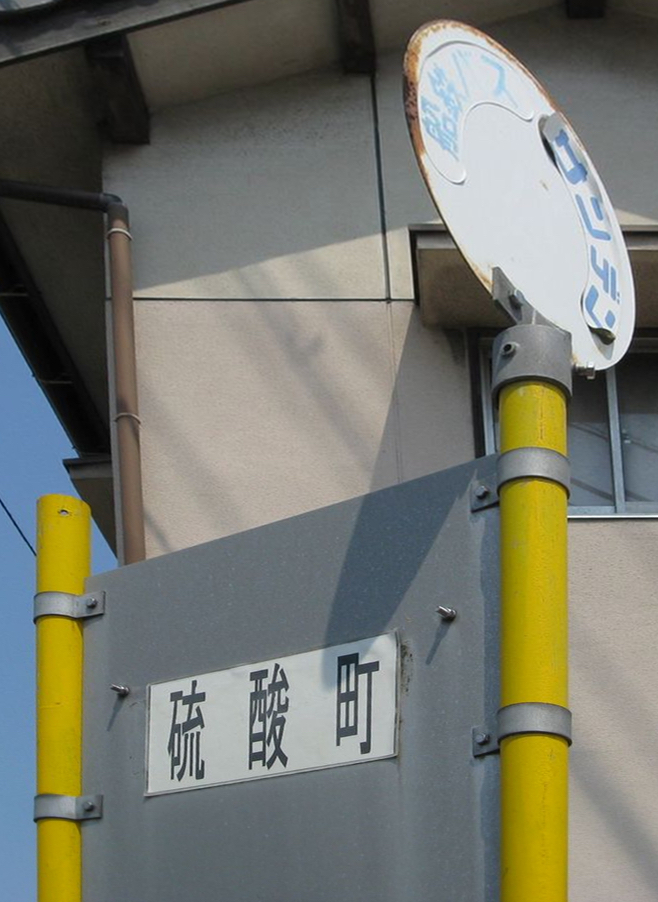
硫酸町バス停（山口県山陽小野田市）

- 光市（山口県） - 日本製鐵（九州製鉄所八幡地区光工場）、武田薬品工業（光工場）
  - 1986年から1987年にかけてに実施した慶應義塾大学での研究成果の内容において、「企業城下町」との文面がある[8]。
- 下松市（山口県） - 日立製作所（笠戸事業所）、東洋鋼鈑（下松事業所）、新笠戸ドック
  - 2024年4月3日付の山口新聞の記事に、「『企業城下町』の支えで市の財政面も良好で…」との文面がある[9]。
- 周南市（山口県） - トクヤマ、東ソー、出光興産
- 宇部市（山口県） - UBEおよび関連会社
  - 同社が市民ホール、体育館を建設して市に寄付、歴代社長の名前を冠した公共施設が存在する（渡辺翁記念会館、宇部市俵田翁記念体育館）。また、世界一長い私道（宇部伊佐専用道路）が建設・運用されているほか、市内の水道網（宇部市上下水道局）や市営バス（宇部市交通局）、学校・大学施設（山口大学工学部・医学部、山口大学医学部附属病院）、総合病院（宇部中央病院）等も、同社および関連会社の施設・設備や歴代経営者らの寄付により発足した組織を前身としている。
- 山陽小野田市（山口県） - 太平洋セメント（旧・小野田セメント）
  - 「山陽小野田市硫酸町」「セメント町」などの地名が残っている。

## 四国地方
- 鳴門市（徳島県） - 大塚製薬及び大塚グループ。
- 阿南市（徳島県） - 日亜化学工業
- 観音寺市（香川県） - 加ト吉（現・テーブルマーク）
- 直島町（香川県） - 三菱マテリアル直島製錬所
- 四国中央市（愛媛県） - 大王製紙・愛媛製紙グループ・リブドゥコーポレーション（旧・トーヨー衛材）ほか製紙関連企業
- 新居浜市（愛媛県） - 住友化学ほか住友グループ

## 九州地方
- 北九州市（福岡県） - 日本製鉄グループ
官営八幡製鐵所を端緒とする日本製鉄九州製鉄所が所在。グループ内に日本製鉄（旧住友金属工業を含む）、黒崎播磨など。
- 飯塚市（福岡県） - 麻生グループ
- 大牟田市（福岡県） - 三井グループ
三井化学大牟田工場、三井三池製作所など。かつては三井三池炭鉱も含まれた。
- 久留米市（福岡県） - ブリヂストンほか（ブリヂストン発祥の地）
- 苅田町（福岡県） - 日産自動車・日産車体九州、トヨタ自動車九州
- 鳥栖市（佐賀県） - 久光製薬
- 長崎市（長崎県） - 三菱造船、三菱電機（三菱グループ発祥の地）
- 佐世保市（長崎県） - 佐世保重工業
- 八代市（熊本県） - 日本製紙八代工場
- 水俣市（熊本県） - チッソ（→2010年に子会社JNCに事業譲渡）
水俣病で有名な企業であり、現在は液晶の製造において圧倒的なシェアを持つ。水俣製造所の所在地は創業者・野口遵に因み「野口町」。
- 長洲町（熊本県） - ジャパン マリンユナイテッド（旧・日立造船）
- 大津町（熊本県） - 本田技研工業熊本製作所
- 菊陽町  (熊本県)    -TSMC熊本工場
- 津久見市（大分県） - 太平洋セメント大分工場など。
  - 「セメント町」という地名がある。
- 延岡市（宮崎県） - 旭化成
旭化成の創業の地。
- 日南市（宮崎県） - 王子製紙日南工場

など。

## かつて企業城下町だった都市
- 名寄市   (北海道)    - 北海道旅客鉄道
かつては宗谷本線の名寄駅から名寄本線と深名線が分岐し、国鉄城下町としても栄えていた。しかし、国鉄分割民営化に伴う大規模な人員異動や希望退職、両路線の廃止によって地域経済は大きな影響を受けた。
- 釜石市（岩手県）  - 新日本製鐵（釜石製鐵所）
現在は合理化により高炉が廃止され、棒線事業部のみが操業している。
- 鶯沢町（現・栗原市）（宮城県）- 三菱鉱業
- 大館市・小坂町 （秋田県）- 同和鉱業
- 長井市（山形県） - マルコン電子（前身は東芝長井工場、現・ケミコンデバイス長井工場）
1942年の東芝工場誘致以来、同社に関連する弱電産業が発達。戦後は東芝系子会社のマルコン電子となり、最盛期の同社は、関連子会社を含め市の製造業従事者の3割にあたる約2000人を雇用、製造品出荷額も全体の4分の1である250億円を超えていた。しかし1990年代以降は工場規模が縮小、さらに東芝から他社（日本ケミコン）へ譲渡され、企業城下町は崩壊[10][11][12]。
- 大熊町・双葉町（福島県） - 東京電力福島第一原子力発電所
2011年3月に起こった東北地方太平洋沖地震（東日本大震災）における福島第一原子力発電所事故により甚大な被害があり今なお立入禁止区域に指定されている。
- 土浦市（茨城県） - 中川ヒューム管工業
昭和40年代に建設された神立工業団地に、日立グループなどの大企業が次々に進出した。詳細は土浦市を参照。
- 足尾町（現・日光市）（栃木県）- 古河鉱業
- 矢板市（栃木県） - シャープ
旧矢板工場の所在地は「矢板市早川町」。「早川」は創業者・早川徳次および旧社名・早川電機工業から。2018年に工場が閉鎖、物流センターのみが残る。
- 六合村（現・中之条町）（群馬県）- 日本鋼管鉱業（群馬鉄山）
- 武蔵村山市（東京都） - 日産自動車村山工場
合理化により2001年工場閉鎖。プリンスの丘公園はその名残。
- 座間市（神奈川県） - 日産自動車座間工場
合理化により1995年工場閉鎖。
- 柏崎市（新潟県） - 新日本石油（現・ENEOS）
創業地。2001年に工場閉鎖。現在も町名として日石町が残る。
- 大町市（長野県） - 昭和電工
アルミニウム製錬はオイルショックを機に閉鎖。現在は人造黒鉛電極の工場として稼動中。南大町駅は当初、昭和駅として開業した。東洋紡も1999年に撤退。
- 須坂市（長野県）- 富士通
1942年に富士通が工場疎開して戦後も残ったため、高度成長期は市内の過半が富士通関連だったこともある。2002年に富士通の長野工場・須坂工場は閉鎖。
- 神岡町（現・飛騨市）（岐阜県）- 三井金属鉱業
- 坂祝町（岐阜県） - パジェロ製造
- 守口市・大東市（大阪府） - 三洋電機
大東事業所の所在地は「大東市三洋町」。
- 貝塚市（大阪府） - ユニチカ
かつては女子バレーボールの東洋の魔女で有名なニチボー貝塚の本拠地であったが、現在は事業所が閉鎖されている。
- 和歌山市（和歌山県） - 住友金属工業（和歌山製鉄所）・花王（和歌山工場）
両社の工場とも引き続き稼働中であり、市への両社の影響力も依然強いが、両社とも全国有数といわれた最盛期に比べると就労者数は激減し、地位は低下している。
- 柵原町（現・美咲町）（岡山県） - 同和鉱業（現・DOWAホールディングス）
- 佐賀関町（現・大分市佐賀関） - 日本鉱業佐賀関製錬所（現・パンパシフィック・カッパー佐賀関製錬所）
- 中津江村（現・日田市）（大分県）- 鯛生鉱業

## 市町村合併が行われた企業城下町
- 音別町（現・釧路市） -　大塚製薬　　
大塚食品、大塚工場など、大塚製薬の主力工場が市街地の大部分を占める。
- 鳥取町 (北海道)（現・釧路市鳥取地区）  - 日本製紙（釧路工場）
1920年に富士製紙釧路工場が操業開始。新富士町は同社に因む番地であり、町内に所在する新富士駅は富士製紙の請願駅として開業した。1949年に鳥取町が釧路市へ合併された後も、釧路工場は十條製紙→日本製紙に継承されたものの、2021年を以て工場閉鎖。従業員500名中400人超が配置転換により市外に転出した。
- 常磐市（現・いわき市）（福島県） - 常磐興産
1966年に自治体合併（詳しくは下記）。
- 錦町（勿来市を経て現・いわき市） - 現・クレハいわき工場
- 大宮市（現・さいたま市）（埼玉県） - 東日本旅客鉄道
JR大宮総合車両センター（旧国鉄大宮工場）が所在。また、かつては大宮操車場が所在していたが、現在は再開発によりさいたま新都心となっている。2001年に浦和市・与野市と合併。2006年には交通博物館がこの地に移され鉄道博物館となった。
- 新津市 （現・新潟市秋葉区）（新潟県）- 東日本旅客鉄道
機関区・運輸区と総合車両製作所新津事業所が所在。2005年に編入された。
- 青海町（現・糸魚川市）（新潟県） - 電気化学工業（現・デンカ）
製造・開発拠点。2006年に自治体合併。
- 丸子町（現・上田市）（長野県） - シナノケンシ
本社・製造拠点。2006年に自治体合併。
- 可美村（現・浜松市中央区）（静岡県） - スズキ
1991年に編入されるまで、行政域が浜松市に囲まれていた。
- 伊賀町（現・伊賀市）（三重県） - 森精機（現・DMG森精機)
製造・開発拠点。2004年11月に自治体合併。
- 下津町（現・海南市）（和歌山県） - 丸善石油（現・コスモ石油）
2005年に自治体合併。
- 生野町（現・朝来市）（兵庫県） - 三菱マテリアル
2005年に自治体合併。生野銀山は閉山したが、事業所は残っている。
- 東出雲町（現・松江市）（島根県） - 三菱農機（現・三菱マヒンドラ農機）
本社及び工場が所在。2011年に編入された。
- 因島市（現・尾道市）（広島県） - 日立造船因島工場
現在は著しく規模縮小し、小型・中型船製造や修理部門が残る。2006年に編入された。
- 八幡市（現・北九州市八幡東区）（福岡県） - 八幡製鉄所（現・日本製鉄八幡製鉄所）
1963年に自治体合併。
- 香焼町（現・長崎市）（長崎県） - 三菱重工業（造船部門などが所在）
2005年に編入された。
- 佐土原町（現・宮崎市）（宮崎県） - ホンダロック(現：ミネベア アクセスソリューションズ)
2006年に編入された。

## かつて石炭産業で栄えた都市
日本の工業化と高度経済成長期のエネルギー需要を支えた石炭生産の拠点であった炭鉱をもつ都市は、炭鉱を所有する企業の関連会社が住宅提供などの街づくりに大きく寄与したが、エネルギー革命の影響により需要が衰退したためほとんどが閉山した。山間に立地するこれらの町の多くが基幹産業を失い、困難な情勢の中、自治体運営の今後の模索を続けている。
- 石狩炭田（北海道）
  - 夕張市（2007年に財政再建団体に指定）、三笠市、美唄市、芦別市、赤平市、歌志内市、上砂川町
- 留萌炭田（北海道）
  - 羽幌町、沼田町
- 釧路炭田（北海道）
  - 白糠町、音別町（現・釧路市）、阿寒町（同）など
- 亜炭（宮城県）
  - 三本木町（現・大崎市）
- 常磐炭田（福島県・茨城県）
  - 常磐市（現・いわき市）、内郷市（同）、北茨城市、高萩市など。なお、旧常磐市は現在、常磐興産が経営するスパリゾートハワイアンズの立地により、観光地として発展を遂げている。
- 美濃炭田（岐阜県)
  - 御嵩町。日本有数の亜炭の産地だった。
- 大嶺炭田（山口県）
  - 美祢市
- 宇部炭鉱（山口県）
  - 宇部市。なお、炭鉱の運営元であったUBEは、石炭化学を足がかりに化学工業、セメント工業など事業を拡大させており、炭鉱の閉山後も存在感を保ち続けている（前述）。
- 筑豊炭田（福岡県）
  - 田川市、川崎町、飯塚市、山田市（現・嘉麻市）、宮田町（現・宮若市）、方城町（現・福智町）など。なお、宮若市には現在トヨタ自動車九州の工場が立地し、また飯塚市などの一部は福岡都市圏のベッドタウンとして人口が増加している。
- 糟屋炭田（福岡県）
  - 糟屋郡の町。ただし、現在は福岡都市圏のベッドタウンとして発展を遂げている。
- 三池炭田（福岡県・熊本県）
  - 大牟田市、荒尾市など
- 唐津炭田（佐賀県）
  - 多久市など
- 北松炭田（長崎県）
  - 松浦市、佐世保市江迎地区など
- 崎戸松島炭田（長崎県）
  - 外海町（現・長崎市）、崎戸町（現・西海市）、大瀬戸町（同）など
- 高島炭田（長崎県）
  - 高島町（現・長崎市）、伊王島町（同）、端島（同、別名・軍艦島）など